# 南法信站
南法信站是北京地铁15号线上的一座车站，于2011年12月31日随15号线一期二段的开通投入使用。
该站位于北京市顺义区南法信地区顺于路、南焦路交叉口。
南法信站于2010年5月1日主体结构完工，为15号线一期二段首座主体结构完工的车站。

## 车站结构
本站结构两端为3层，中间仅1层，站厅层位于地面，站台层位于地下。

### 车站楼层
| 地面层 站厅层   | 站厅层                 | A—D出入口、客服中心、进出站闸机  |
| 地下一层 站台层 |                        | █ 15号线往清华东路西口（后沙峪） |
| 地下一层 站台层 | 岛式站台，左側開门     |                                  |
| 地下一层 站台层 | █ 15号线往俸伯（石门） |                                  |

### 站厅

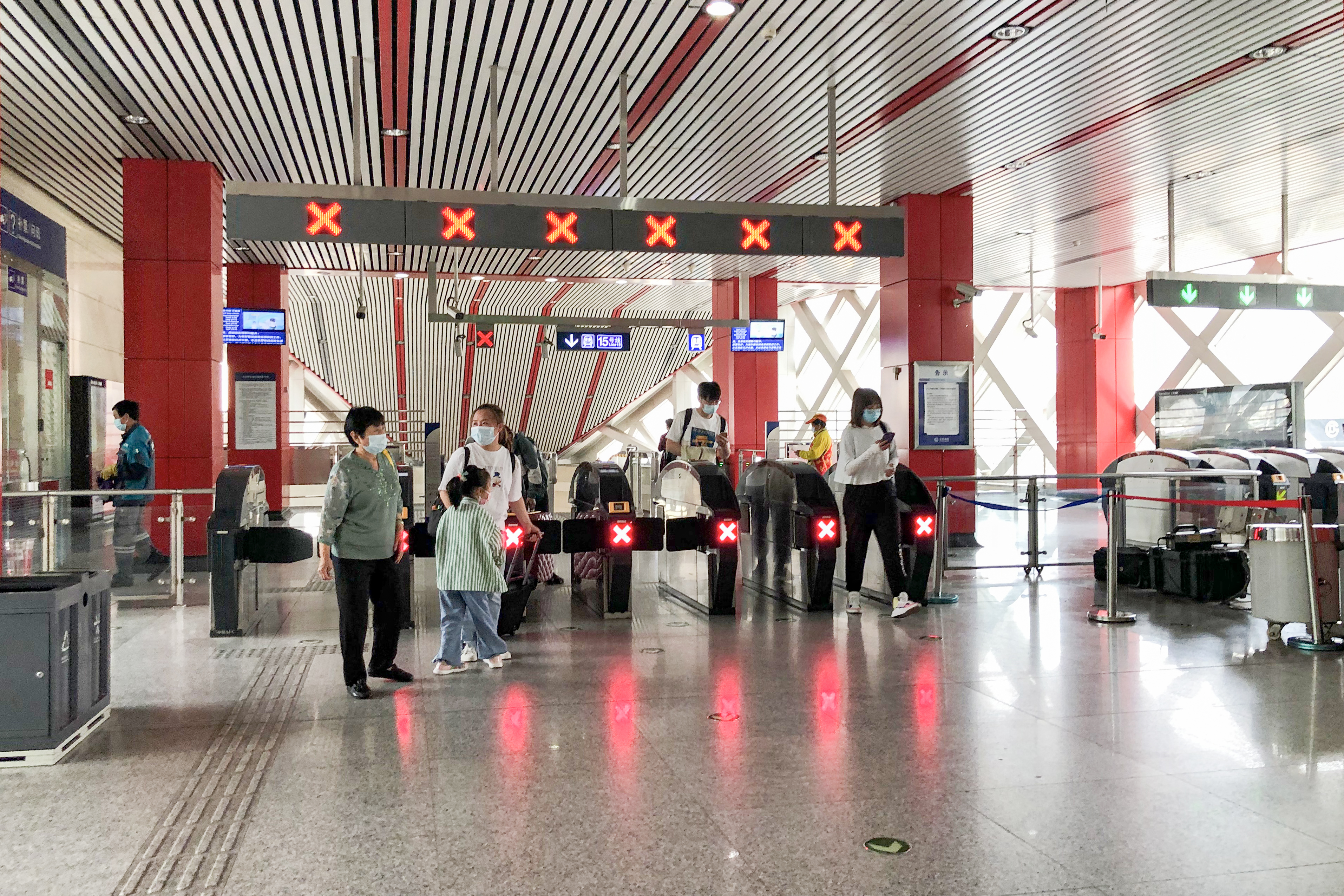
南法信站西站厅

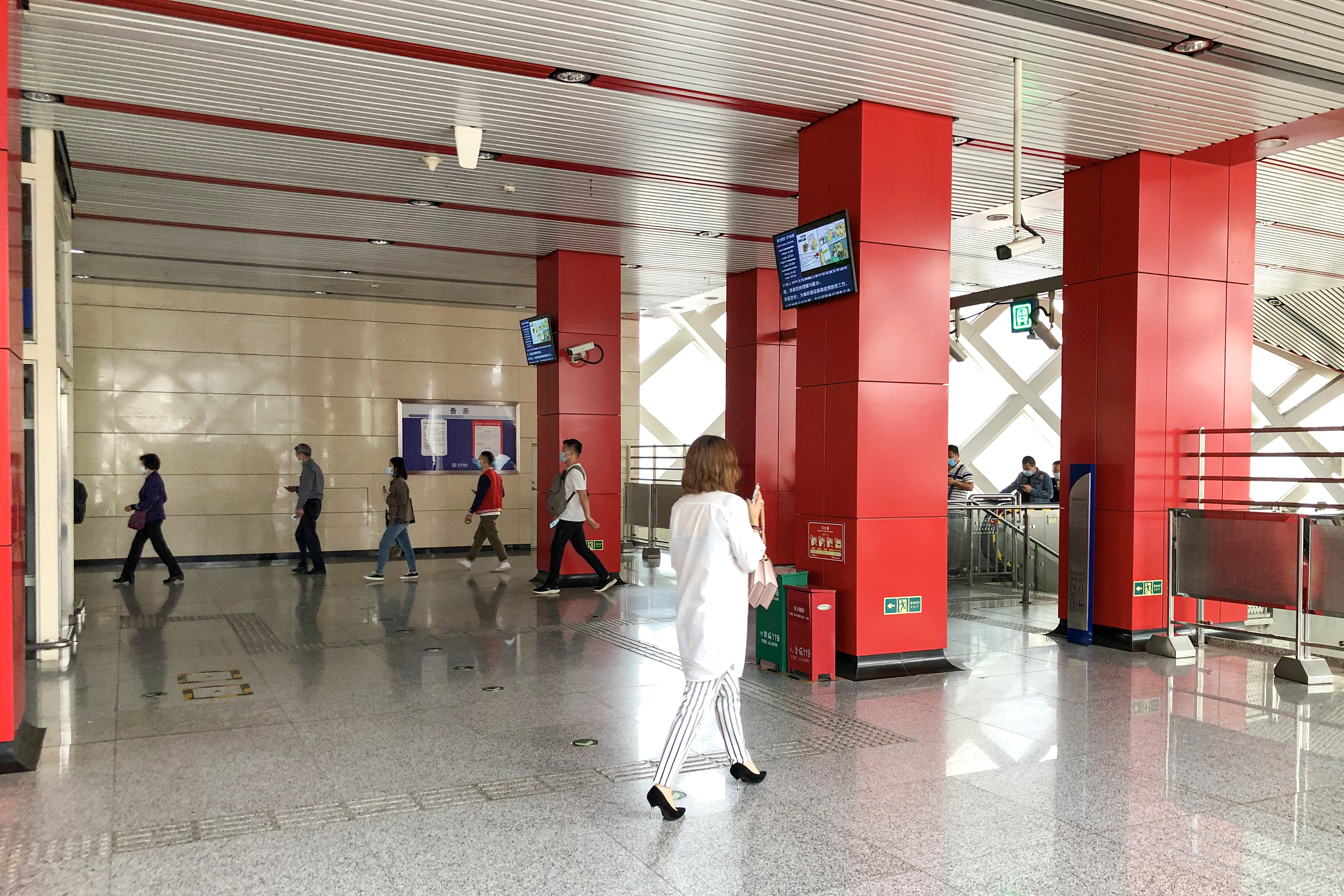
南法信站东站厅

南法信站的站厅位于车站东西两端的地面，两个站厅分列于南焦路东西两侧，东厅设有通往站台的直梯。

### 站台
南法信站的站台位于顺于路北侧地底，为岛式站台。

## 出入口
南法信站共有4个出入口，其中A、D口位于西厅，B、C口位于东厅。
|                       |        |                  |      |            |
| 编号                  | 指示   | 建议前往的目的地 | 圖片 | 无障碍设施 |
| 出口 · A              | 于顺璐 |                  |      | 不適用     |
| 出口 · B · 升降机标志 | 于顺璐 |                  |      |            |
| 出口 · C              | 于顺璐 |                  |      | 不適用     |
| 出口 · D              | 于顺璐 |                  |      | 不適用     |
| 註： 設有             |        |                  |      |            |